# Landesrechnungshof Sachsen-Anhalt
Der Landesrechnungshof Sachsen-Anhalt ist eine oberste Landesbehörde mit Sitz in der Kavalierstraße in Dessau. Seine Aufgabe ist die unabhängige externe Finanzkontrolle der Behörden des Landes Sachsen-Anhalt und einzelner anderer Körperschaften öffentlichen Rechts im Bundesland. Er ist von Weisungen unabhängig  und nur dem Gesetz unterworfen. Er nahm am 7. März 1991 mit 60 Mitarbeitern seine Arbeit auf.

## Rechtsgrundlagen
Grundlage für die Schaffung des Landesrechnungshofes ist Artikel 98 der Verfassung des Landes Sachsen-Anhalt.

## Aufgaben
Der Landesrechnungshof Sachsen-Anhalt prüft die Buchhaltung der Ministerien, Landesbetriebe, Ämter, Verwaltungen, Behörden des Landes sowie die der Landkreise, Kommunen mit über 25.000 Einwohnern sowie kommunalen Zweckverbände in Sachsen-Anhalt. Darüber hinaus prüft er öffentlich-rechtliche Anstalten mit Beteiligung des Landes wie die Norddeutsche Landesbank und den Mitteldeutschen Rundfunk.

## Organisation
Der Präsident des Landesrechnungshofes leitet diesen. Das Amt wird seit April 2015 von Kay Barthel ausgeübt.

### Senat
Der Senat setzt sich aus dem Präsidenten und den Leitern der vier Prüfabteilungen zusammen. Er legt jedes Jahr Schwerpunkte für die Prüfarbeit fest.

### Struktur
Dem Präsidenten des Landesrechnungshofes unterstehen neben der Präsidialabteilung vier Fachabteilungen mit insgesamt zehn Referaten.

## Präsidenten
- 1991–2003: Horst Schröder
- 2003–2015: Ralf Seibicke
- seit 2015: Kay Barthel